# Rimetea
Rimetea (veraltet Trăscău; deutsch Eisenburg, ungarisch Torockó) ist eine rumänische Gemeinde im Kreis Alba in der Region Siebenbürgen.
Der Ort ist auch unter dem deutschen Namen Eisenmarkt und dem rumänischen Namen Rîmetea oder Râmetea bekannt.

## Geographische Lage

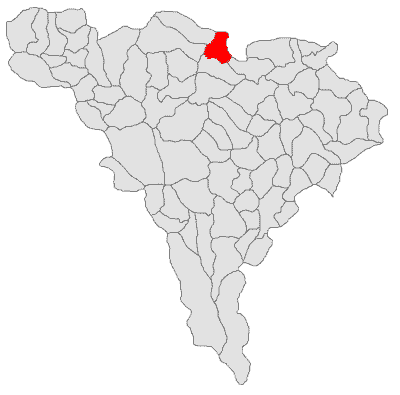
Lage der Gemeinde Rimetea im Kreis Alba

Die Gemeinde Rimetea liegt im Norden des Kreises Alba, am gleichnamigen Fluss Rimetea – einem rechten Zufluss des Arieș – im Trascău-Gebirge. Etwa acht Kilometer vom Drum național 75 und 23 Kilometer nordwestlich von Aiud (Straßburg am Mieresch), befindet sich der Ort Rimetea an der Kreisstraße (Drum județean) DJ 107M; die Kreishauptstadt Alba Iulia liegt 57 Kilometer südlich.

## Geschichte
Auf dem Gebiet der Gemeinde – von den Einheimischen Dealul Cetății, Stânca Secuilor, Pădurea Pietrii u. a. genannt – werden viele archäologische Funde in Verbindung mit der Jungsteinzeit, der frühen Bronzezeit und der Römerzeit gebracht.
Der in einem eisenerzreichen Gebiet gelegene Ort ist eine der ersten deutschen Bergwerkssiedlungen in Siebenbürgen und wurde nach unterschiedlichen Angaben erstmals 1257 unter der Bezeichnung Toroczcko, oder 1332, im Komitat Torda urkundlich erwähnt. Die Berg- und Hüttenarbeiter waren hörige Siebenbürger Sachsen (Ansiedlung steirischer Bergleute unter König Géza II.) und Ungarn. Durch deren Vermischung ging eine besondere Volksgruppe mit eigener Volkstracht hervor, wobei im 17.–18. Jahrhundert die Siebenbürger Sachsen durch die Ungarn assimiliert wurden.
Urkundlich wird im 15. Jahrhundert eine Schmiede einer adligen Familie zur Erzeugung landwirtschaftlichen Werkzeugs erwähnt; 1716 waren es 16 Schmelzöfen und Schmieden. Anfang des 19. Jahrhunderts wurden in Rimetea ca. 1500 Tonnen Eisen produziert.
Vom alten rumänischen Namen des Ortes (Trascău), leitet sich der des Trascău-Gebirges ab.

## Bevölkerung
Die Bevölkerung der Gesamtgemeinde entwickelte sich wie folgt:
| 1850 | 2560 | 061 | 2264 | – | 235 |
| 1920 | 2498 | 104 | 2381 | 7 | 06  |
| 1966 | 1840 | 210 | 1629 | – | 01  |
| 2002 | 1213 | 145 | 1059 | 1 | 08  |
| 2011 | 1126 | 146 | 958  | – | 022 |
| 2021 | 1015 | 107 | 881  | – | 027 |

Die höchste Einwohnerzahl der heutigen Gemeinde wurde 1930 ermittelt, die der Rumänen 1966, der Ungarn und Deutschen 1920 und die der Roma (225) 1850. 1930 wurde ein Slowake, 1992 ein Ukrainer registriert.

## Sehenswürdigkeiten
- Das Dorfmuseum mit Eisenhüttegegenständen und Eisenwerkzeugbau, 1952 im Rathaus von Rimetea eröffnet.[9]
- Der Berg Piatra Secuiului (dt. Szeklerstein, ung.  Székelykő), 1129 m.[10]
- Die unitarische Kirche, im 18. Jahrhundert errichtet,[9]
- Die Burgruine Cetatea Trascăului im eingemeindeten Dorf Colțești (Sankt Georgen), im 13. Jahrhundert errichtet, 1713 zerstört,[4] steht unter Denkmalschutz.[11]
- Häuser im siebenbürgisch-sächsischen Baustil.
- Die Wassermühle von Rimetea, 1752 errichtet.[9]

## Persönlichkeiten
- Máté Toroczkai (1553–1616), Vertreter des ungarisch-siebenbürgischen Unitarismus